# ラザル・ヨヴァノヴィッチ (2006年生のサッカー選手)
ラザル・ヨヴァノヴィッチ（セルビア語: Лазар Јовановић, ラテン文字転写: Lazar Jovanović、2006年11月30日 - ）は、セルビアのサッカー選手。ポジションはミッドフィールダー。
父のミラン・ヨヴァノヴィッチも元サッカー選手である。

## 経歴

### ヴォイヴォディナ
2023年7月30日のセルビア・スーペルリーガ、レッドスター・ベオグラード戦に出場し16歳8ヶ月でトップチームデビューを果たした。

### レッドスター・ベオグラード
2024年6月25日、レッドスター・ベオグラードと3年契約を締結した。

### シュトゥットガルト
2025年7月8日、VfBシュトゥットガルトと4年契約を締結した。